# Championnat de Roumanie de football 1982-1983
Navigation
Saison précédente Saison suivante
La saison 1982-1983 du Championnat de Roumanie de football était la 65e édition de la première division roumaine. Le championnat rassemble les 18 meilleures équipes du pays au sein d'une poule unique, où chaque club rencontre tous ses adversaires 2 fois, à domicile et à l'extérieur.
C'est le club du Dinamo Bucarest, champion en titre, qui termine en tête du championnat et remporte le 11e titre de champion de Roumanie de son histoire.

## Les 18 clubs participants
| - Dinamo Bucarest - FC Bihor Oradea - Promu de Divizia B - FC Constanța - Steaua Bucarest - ASA Târgu Mureș - Sportul Studențesc Bucarest - Chimia Râmnicu Vâlcea - Universitatea Craiova - FCM Târgoviște | - FC Petrolul Ploiești - Promu de Divizia B - FC Argeș Pitești - FC Olt Scornicești - SC Bacău - FC Brașov - FC Corvinul Hunedoara - SC Jiul Petroșani - Politehnica Timișoara - Politehnica Iași - Promu de Divizia B |

## Compétition

### Classement
Le classement est établi en utilisant le barème suivant :
- Victoire : 2 points
- Match nul : 1 point
- Défaite, forfait ou abandon : 0 point

| Rang | Équipe                      | Pts | J  | G  | N  | P  | Bp | Bc | Diff |
| ---- | --------------------------- | --- | -- | -- | -- | -- | -- | -- | ---- |
| 1    | Dinamo Bucarest (T)         | 49  | 34 | 17 | 15 | 2  | 62 | 25 | +37  |
| 2    | Universitatea Craiova (C)   | 46  | 34 | 20 | 6  | 8  | 66 | 29 | +37  |
| 3    | Sportul Studențesc Bucarest | 44  | 34 | 18 | 8  | 8  | 48 | 29 | +19  |
| 4    | FC Argeș Pitești            | 40  | 34 | 17 | 6  | 11 | 50 | 37 | +13  |
| 5    | Steaua Bucarest             | 38  | 34 | 14 | 10 | 10 | 47 | 41 | +6   |
| 6    | FC Corvinul Hunedoara       | 34  | 34 | 13 | 8  | 13 | 46 | 38 | +8   |
| 7    | FC Olt Scornicești          | 33  | 34 | 14 | 5  | 15 | 47 | 36 | +11  |
| 8    | ASA Târgu Mureș             | 33  | 34 | 13 | 7  | 14 | 41 | 42 | -1   |
| 9    | SC Jiul Petroșani           | 33  | 34 | 12 | 9  | 13 | 35 | 43 | -8   |
| 10   | Politehnica Iași (P)        | 32  | 34 | 11 | 10 | 13 | 37 | 40 | -3   |
| 11   | FC Bihor Oradea (P)         | 32  | 34 | 12 | 8  | 14 | 56 | 62 | -6   |
| 12   | FC Petrolul Ploiești (P)    | 32  | 34 | 14 | 4  | 16 | 38 | 55 | -17  |
| 13   | SC Bacău                    | 31  | 34 | 12 | 7  | 15 | 43 | 47 | -4   |
| 14   | FCM Târgoviște              | 31  | 34 | 10 | 11 | 13 | 36 | 44 | -8   |
| 15   | Chimia Râmnicu Vâlcea       | 31  | 34 | 12 | 7  | 15 | 33 | 43 | -10  |
| 16   | FC Brașov                   | 29  | 34 | 11 | 7  | 16 | 41 | 51 | -10  |
| 17   | Politehnica Timișoara       | 24  | 34 | 9  | 6  | 19 | 35 | 64 | -29  |
| 18   | FC Constanța                | 20  | 34 | 7  | 6  | 21 | 30 | 65 | -35  |

|  | Qualifié pour la Coupe des clubs champions 1983-1984 |
|  | Qualifié pour la Coupe des Coupes 1983-1984          |
|  | Qualifié pour la Coupe UEFA 1983-1984                |
|  | Relégation en Divizia B                              |

## Bilan de la saison
| Tableau d'Honneur                   |                       |
| Compétition                         | Vainqueur             |
| Championnat de Roumanie de football | Dinamo Bucarest       |
| Coupe de Roumanie de football       | Universitatea Craiova |

| Qualifications européennes          |                                                   |
| Compétition                         | Qualifié                                          |
| Coupe des clubs champions 1983-1984 | Dinamo Bucarest                                   |
| Coupe des Coupes 1983-1984          | Aucun                                             |
| Coupe UEFA 1983-1984                | Universitatea Craiova Sportul Studențesc Bucarest |

| Promotions et relégations |                                                   |
| Promus en Divizia A       | FC Rapid Bucarest FCM Dunărea Galați FC Baia Mare |
| Relégués en Divizia B     | FC Brașov Politehnica Timișoara FC Constanța      |